# Hrvaški kraljevi svet
Hrvaški kraljevi svet (hrvaško Hrvatsko kraljevsko vijeće (HKRV), latinsko Consilium Regium Croaticum) je hrvaško združenje državljanov in potomcev plemičev, ki združuje pristaše hrvaške monarhije. Gre za največjo monarhistično in plemiško organizacijo na Hrvaškem, ki podpira tradicionalizem, legitimizem in katoliški družbeni nauk.
Ob ustanovitvi 23. februarja 2013 je bilo zasnovano kot preddruštvo, po ustavnem zboru 5. decembra 2019 pa je registrirano kot nepolitična in nevladna organizacija, vpisana v register društev 10. junija 2020.

## Ime
HKRV se imenuje po zgodovinskem hrvaškem kraljevem svetu (Consilium Regnum Croaticum), katerega je leta 1767 ustanovila hrvaško-ogrska kraljica Marija Terezija. Svet je deloval kot izvršilni organ Kraljevine Hrvaške ter je predstavljal prvo hrvaško vlado. 

## Delokrog
Društvo promovira monarhizem, hrvaško tradicijo in ohranjanje hrvaške kulturne in zgodovinske dediščine z organizacijo kulturnih in umetniških prireditev, publiciranjem na področju zgodovine, rodoslovja, heraldike in veksilologije ter z ohranjanjem identitete zgodovinskih hrvaških enot skozi delo častne zgodovinske enote ter humanitarnim delom.

## Članstvo
Članstvo v društvu lahko pridobi vsaka polnoletna oseba na Hrvaškem, ki izpolnjuje pogoje za članstvo. Poleg državljanov lahko člani nekdanjih plemiških družin zaprosijo za sprejem v Dom plemstva HKRV.

## Oddelki
- Kraljevsko omizje (Kraljevinski stol; vodstvo združenja)
- Dom plemstva
- Grboslovno omizje (grboslovje, rodoslovje, faleristika)
- Oddelek za zgodovinske in kulturne starine
- Oddelek za kulturo, umetnost in arhitekturo
- Oddelek za humanitarno, socialno in družbeno dejavnost
- Oddelek za natečaje in organizacijsko sodelovanje
- Oddelek za mednarodne odnose, redove in organizacije
- Hrvaški kraljevi akademski klub (študentje)

### Hrvaška Gebetsliga
Hrvaška Gebetsliga je ločen oddelek, ki deluje po načelu katoliške laične organizacije z namenom promocije vere in duhovnosti, molitve in namena za kanonizacijo blaženega Karla IV. Deluje od 15. decembra 2023 in je del mednarodne katoliške laične organizacije Gebetslige. Ob ustanovitvi je štela nekaj deset laikov in dva duhovnika.

### Odbor za proslavo tisočletnice Hrvaškega kraljestva
Odbor se ukvarja z organizacijo in spremljanjem praznovanja 1100. obletnice Hrvaškega kraljestva na Hrvaškem, v Bosni in Hercegovini , Srijemu, Boki Kotorski in v državah hrvaške diaspore. Nastala je na podlagi zgodovinskega odbora leta 1925 kot nepolitični in nestrankarski projekt, ki povezuje tri temeljne determinante: državno-zgodovinsko kontinuiteto hrvaškega kraljestva (925 - 1918), hrvaško kulturo in katoliško tradicijo Cerkve na Hrvaškem. Ustanovljen je bil leta 2020 in je sestavljen iz treh razredov:
- Znanstveni razred, z namenom organiziranja predavanj, forumov in zbornikov znanstvenih in strokovnih prispevkov,
- Kulturno-umetniški razred, z namenom organiziranja likovnih razstav, koncertov, predstavitev poezije in kulturnih dogodkov ter
- Slovesni razred, z namenom organiziranja slovesnih praznovanj in svetih maš, s postavitvijo spominskih plošč po mestih in krajih praznovanja.

## Galerija
- HKRV med komemoracijo v Zagrebu
- Člani HKRV z monarhističnimi zastavami
- Člani HKRV in reda sv. Jurija med komemoracijo feldmaršala Svetozarja Borojevića na Dunaju
- HKRV ob relikvijah bl. Karla IV.